# Rheocricotopus okifoveatus
Rheocricotopus okifoveatus är en tvåvingeart som beskrevs av Sasa 1991. Rheocricotopus okifoveatus ingår i släktet Rheocricotopus och familjen fjädermyggor. Inga underarter finns listade i Catalogue of Life.